# Avatha cyanopasta
Avatha cyanopasta är en fjärilsart som beskrevs av Turner 1908. Avatha cyanopasta ingår i släktet Avatha och familjen nattflyn. Inga underarter finns listade i Catalogue of Life.